# Acianthus elegans
Acianthus elegans är en orkidéart som beskrevs av Heinrich Gustav Reichenbach. Acianthus elegans ingår i släktet Acianthus och familjen orkidéer.
Artens utbredningsområde är Nya Kaledonien. Inga underarter finns listade i Catalogue of Life.